# Brit Pettersen
Brit Pettersen Tofte (* 24. November 1961 in Lillehammer) ist eine ehemalige norwegische Skilangläuferin, die von 1982 bis 1988 startete.

## Werdegang
Ihre größten Erfolge feierte Tofte mit der norwegischen 4 × 5-km-Staffel (Weltmeistertitel 1982, Olympiasieg 1984). Hinzu kommen eine olympische Bronzemedaille und drei weitere WM-Medaillen. Im Skilanglauf-Weltcup gewann Pettersen zehn Rennen, erreichte sechs Mal den zweiten und sieben Mal den dritten Platz. In der Weltcup-Gesamtwertung wurde sie 1982 und 1983 jeweils Zweite, 1985 und 1986 jeweils Dritte. 1986 erhielt sie die Holmenkollen-Medaille.
Nach ihrem Rücktritt 1988 studierte Pettersen Wirtschaft und Marketing. Sie arbeitete für eine Versicherung, war für die Organisation der Langlaufrennen bei den Olympischen Winterspielen 1994 in ihrer Heimatstadt Lillehammer zuständig und war auch für den norwegischen Skiverband und die Athletenkommission des IOC tätig.

## Erfolge

### Olympische Winterspiele
- 1980 in Lake Placid: Bronze mit der Staffel
- 1984 in Sarajewo: Gold mit der Staffel, Bronze über 10 km

### Weltmeisterschaften
- 1982 in Oslo: Gold mit der Staffel, Bronze über 5 km
- 1985 in Seefeld: Silber über 20 km
- 1987 in Oberstdorf: Bronze über 10 km

### Norwegische Meisterschaften
- 1980: Bronze über 10 km, Bronze über 20 km
- 1981: Bronze über 5 km, Bronze über 10 km
- 1982: Gold über 20 km, Gold mit der Staffel, Silber über 5 km, Silber über 10 km
- 1983: Gold über 5 km, Gold über 20 km, Gold mit der Staffel, Bronze über 10 km
- 1984: Gold über 5 km, Gold über 10 km, Silber mit der Staffel
- 1985: Silber über 5 km, Silber über 20 km, Bronze über 10 km, Bronze mit der Staffel
- 1986: Gold über 10 km, Silber über 20 km, Bronze mit der Staffel
- 1987: Gold über 5 km
- 1988: Silber über 10 km
- 1989: Bronze mit der Staffel

### Weltcupsiege im Einzel
| Nr. | Datum             | Ort          | Disziplin                       |
| --- | ----------------- | ------------ | ------------------------------- |
| 1.  | 12. März 1982     | Falun        | 20 km Individualstart           |
| 2.  | 13. April 1982    | Kiruna       | 5 km Individualstart            |
| 3.  | 8. Januar 1983    | Klingenthal  | 10 km Individualstart           |
| 4.  | 14. Januar 1983   | Stachy Zadow | 10 km Individualstart           |
| 5.  | 12. März 1983     | Oslo         | 20 km Individualstart           |
| 6.  | 13. Dezember 1984 | Val di Sole  | 5 km Individualstart            |
| 7.  | 13. Dezember 1985 | Bibawik      | 10 km klassisch Individualstart |
| 8.  | 8. März 1986      | Falun        | 30 km klassisch Individualstart |
| 9.  | 13. Dezember 1986 | Val di Sole  | 5 km klassisch Individualstart  |
| 10. | 21. März 1987     | Oslo         | 20 km klassisch Individualstart |

### Weltcup-Gesamtplatzierungen
| Saison  | Platz | Punkte |
| ------- | ----- | ------ |
| 1981/82 | 2.    | 126    |
| 1982/83 | 2.    | 136    |
| 1983/84 | 8.    | 87     |
| 1984/85 | 3.    | 113    |
| 1985/86 | 3.    | 104    |
| 1986/87 | 5.    | 75     |
| 1987/88 | 41.   | 7      |